# 内藤正朝
内藤 正朝（ないとう ただとも）は、戦国時代の武将。大内氏家臣。通称は彦次郎。内藤興盛の次男。兄に隆時、弟に隆春などがいる。

## 生涯
大内氏の重臣である内藤興盛の次男として生まれる。

### 桜尾城の戦い
天文10年（1541年）1月12日、厳島神主家の友田興藤が大内氏に叛旗を翻し、厳島を占拠した。これに対し大内氏は、1月15日に厳島を奪回し、3月18日には大内義隆が周防国玖珂郡岩国から安芸国佐西郡門山に進んで、興藤の籠城する廿日市の桜尾城に迫った。
3月19日、正朝の兄・内藤隆時指揮下の部隊 が藤懸尾に登り、桜尾城の様子をうかがったが、この部隊に正朝も加わっていた。大内軍は以前にも藤懸尾に陣を構えていたが、3月9日に友田軍によって切り崩されていた。大内軍の動きに対し、桜尾城側からは桑原与四郎らが出撃して合戦となった。大内軍部隊は打ち破られ、正朝をはじめとして熊野藤右衛門尉や宮川大蔵太輔、そのほか主だった者10人余りが討ち死にした。
その後、3月23日に大内義隆は七尾に陣を進めて桜尾城への攻撃を開始し、4月5日に友田興藤が切腹して桜尾城は開城した。